# Васьковский, Олег Андреевич
Оле́г Андре́евич Васько́вский (5 февраля 1922, с. Ангелово Красногорского уезда Московской губернии — 30 марта 1995, Екатеринбург) — советский и российский историк, доктор исторических наук (1968), профессор (1970), основатель и руководитель уральской историографической школы.

## Биография
Родился 5 февраля 1922 года в селе Ангелово Московской губернии, в семье сельских учителей. Среднее образование получил в Волоколамской средней школе, которую окончил в 1940 году. В том же году Олег Андреевич поступил на исторический факультет Московского государственного университета имени М. В. Ломоносова, но уже через год в связи со сложным материальным положением семьи он перевёлся на заочное отделение и начал работать учителем истории в Волоколамской средней школе.
Высшее историческое образование получил в Ленинградском (1943—1944) и Московском университетах (1944—1946). После окончания МГУ до 1949 года работал учителем истории в школах Саратовской области (в частности, в селе Урусово).
Активно заниматься наукой начал в аспирантуре Саратовского государственного университета, в которой обучался с октября 1949 до мая 1953 года. 25 мая 1953 года им была защищена кандидатская диссертация на тему: «Советы Саратовской губернии в борьбе за организацию тыла в период первого и второго походов Антанты». С этих пор изучение истории Гражданской войны в России стало ведущим в научной деятельности О. А. Васьковского, и интерес к этому периоду он сохранил до конца жизни.
Преподавал в Уральском университете (1953—1970, 1978—1995), руководил кафедрами истории СССР (1960—1966), истории советского общества (1969—1970), историографии и источниковедения истории СССР (1978—1988). Был председателем Уральской секции Научного совета АН СССР по истории исторической науки (1984—1991). Член КПСС с 1960 года. В 1970—1978 гг. заведовал кафедрами истории СССР пединститута и университета г. Калинина. Работая на кафедре историографии и источниковедения истории СССР Уральского университета, О. А. Васьковский основал научную школу, которая получила название «уральская историографическая школа».
По состоянию здоровья Олег Андреевич Васьковский уволился из Уральского госуниверситета и 25 июня 1970 года был избран по конкурсу заведующим кафедрой истории СССР Калининского государственного педагогического института имени М. И. Калинина (ныне Тверской государственный университет), где и приступил к работе с 1 сентября того же года. О. А. Васьковский сыграл значимую роль в развитии исторического факультета Калининского госуниверситета, в формировании его научного коллектива, появлении новых научных направлений (история и историография гражданской войны 1918—1920 годов; историография и источниковедение истории СССР) и тем исследовательской работы.
Умер 30 марта 1995 года. Похоронен на Широкореченском кладбище в Екатеринбурге.
Сын Владимир (род. 1949) — физик, профессор УрФУ.

## Научная деятельность
Сферой научных интересов Олега Андреевича Васьковского являлись теория и методология истории исторической науки, история и историография революции 1917 года и Гражданской войны. Им опубликовано (самостоятельно или в соавторстве) более 70 научных работ, в том числе 15 монографий и учебных пособий.
Во время работы в Калининском госуниверситете Олег Андреевич выступил инициатором и составителем двух сборников документов о революционных событиях 1917 года в Тверской губернии, был редактором выходивших практически ежегодно кафедральных сборников научных трудов, организатором методического семинара на историческом факультете. О. А. Васьковский принимал непосредственное участие в организации реализации проекта создания «Свода памятников истории и культуры Калининской области» — региональной части Свода памятников культуры народов СССР, составлявшегося в масштабах всей страны согласно постановлению Совета министров СССР. Будучи руководителем небольшого научного коллектива историков и археологов, он доказал университетским и областным начальникам необходимость выявления, картографирования, описания и постановки на государственную охрану всех исторических и археологических объектов на территории Калининской области. Группа «Свод памятников» проработала почти двадцать лет. Масштабные по объёму и результатам полевые исследования и открытия привели к тому, что калининский областной Свод памятников был официально признан Правительством эталонным для республик, краёв и областей РСФСР.
Благодаря научной деятельности О. А. Васьковского в Уральском государственном университете руководимая им кафедра истории СССР в последней четверти XX века превратилась в центр подготовки высококвалифицированных кадров историографов для вузов большого Урала, разработки важнейших проблем в области отечественной историографии. Руководимым им научным коллективом были опубликованы обобщающие работы по историографии и истории гражданской войны на Урале. Эти работы до сих пор остаются наиболее крупными исследованиями по указанной проблематике.
Важнейшим результатом научной деятельности О. А. Васьковского в Уральском госуниверситете стало создание уральской историографической школы. Учёный был противником сведения деятельности историографа только к анализу исторической проблематики; обращал внимание на изучение таких сторон историографического процесса, как формирование теоретических представлений по конкретной проблеме, изменение в источниковой базе и методах исследования, изучение творчества отдельных историков, а также учреждений исторического профиля. Обязательным условием работы историографа О. А. Васьковский считал знание конкретного исторического материала по рассматриваемой проблеме. Он требовал от своих учеников привлечения исторических источников для аргументированного анализа историографических фактов, формулирования собственного мнения по вопросам, вызывающим дискуссии в литературе.
Под руководством О. А. Васьковского защищено четыре докторских и 17 кандидатских диссертаций.
В 1969 году он был удостоен премии Уральского университета за цикл работ по историографии и истории Гражданской войны на Урале.

## Награды
- Награждён медалью «За доблестный труд. В ознаменование 100-летия со дня рождения В. И. Ленина»[2]

## Основные работы
- Материалы к практикуму по истории СССР: [Для студентов-заочников ист. фак.]: 1 курс, 1 семестр / О. А. Васьковский, М. Е. Главацкий; М-во высш. образования СССР. Уральский гос. ун-т им. А. М. Горького. — Свердловск, 1956. — 67 с.[4]
- Из истории гражданской войны на Урале: (Пособие к спец. курсу для студентов-заочников ист. фак.) / МВ и ССО РСФСР. Уральский гос. ун-т им. А. М. Горького. — Свердловск, 1961. — 80 с.[5]
- Гражданская война и иностранная интервенция на Урале / О. А. Васьковский, М. А. Молодцыгин, Я. Л. Ниренбург и др. — Свердловск: Сред.-Урал. кн. изд-во, 1969. — 391 с.[6]
- Верхневолжье в период Октябрьской революции и в первые годы Советской власти (1917—1925 гг.): Учеб. пособие. — Калинин : КГУ, 1979. — 78 с.[7]
- Историография и социально-политические проблемы истории гражданской войны на Урале: Учеб. пособие. — Свердловск: УрГУ, 1981. — 76 с.[8]
- Современная советская историография истории Октябрьской социалистической революции на Урале (в соавт. с Е.Б. Заболотным и В.Д. Камыниным). Свердловск, 1985;
- Советская историография Октябрьской революции и социалистического строительства на Урале, 1917–1937. Свердловск, 1987 (в соавт.);
- Революция защищается: Взгляд сквозь годы / О. А. Васьковский, Б. А. Ефремов, Я. Л. Ниренбург и др.; [Науч. ред. О. А. Васьковский]. — Свердловск: Сред.-Урал. кн. изд-во, 1989. — 250 с
- Урал в гражданской войне. Свердловск, 1989; 1917 год в России: история изучения. Екатеринбург, 1993;
- Феномен диктатуры пролетариата: 1917 год в России в оценке историков. Екатеринбург, 1995 (в соавт. с А. Т. Тертышным).